# Kronau
Kronau är en kommun och ort i Landkreis Karlsruhe i regionen Mittlerer Oberrhein i Regierungsbezirk Karlsruhe i förbundslandet Baden-Württemberg i Tyskland.
Kommunen ingår i kommunalförbundet Bad Schönborn tillsammans med kommunen Bad Schönborn.